# DJ Antoine

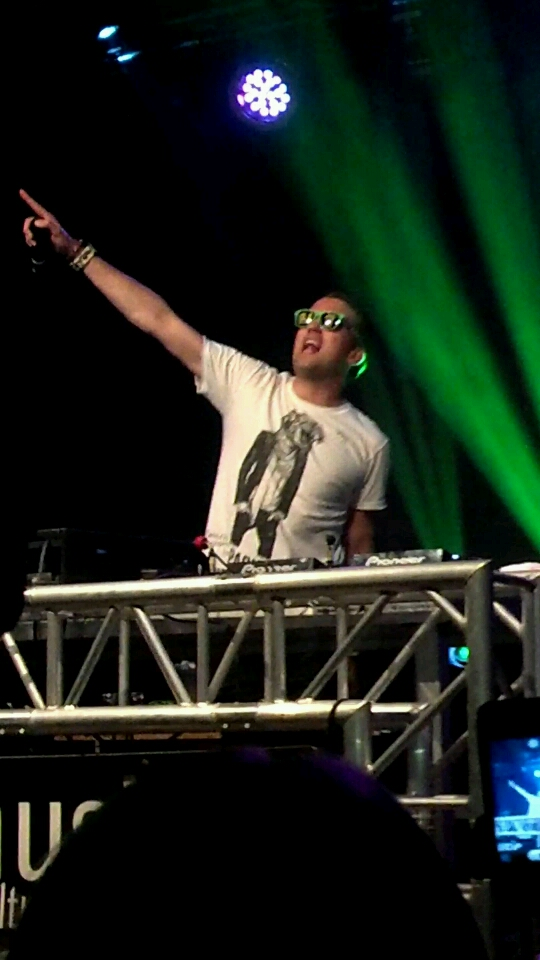
DJ Antoine en el 2013.

Antoine Konrad (Sissach, 23 de junio de 1975), más conocido como DJ Antoine, es un DJ y productor suizo. Pasó varios años de su carrera dedicado a la escena del hip hop, disco y garage en Basilea, después de descubrir la música house y convertirse en un fenómeno mundial. Actualmente ocupa el puesto #68 en la encuesta realizada en 2013 por la revista DJmag.
En 1999 se hizo conocido gracias al sencillo "Do It", que sería solo el comienzo de su éxito, confirmado con una victoria en los premios Ericsson Music Award 2001. En 2005 lanzaron el sencillo "All We Need", que estuvo presente en las listas y las pistas de todo el mundo, y fue seguido por el sencillo "Arabian Adventure", lanzado el año siguiente.
Con la ayuda de su amigo Fabio Antoniali, más conocido como Mad Mark, DJ Antoine también realizó remixes para otros grandes nombres de la música house, como Roger Sanchez y ATB. En 2007, DJ Antoine lanzó un sencillo "This Time", y en 2011, los sencillos "Sunlight", "Welcome to St. Tropez" y "Ma Chérie" los dos últimos con su amigo Mad Mark, los cuales obtuvieron buena recepción en la escena de la música electrónica.
En los Premios de la Música de Suiza 2012, DJ Antoine ganó en la categoría "Mejor Álbum Nacional de Música Dance", con el álbum "DJ Antoine - 2011".
En 2013 realizó giras patrocinando su nuevo álbum titulado "Sky Is The Limit". La canción estrella de este álbum lleva también el mismo nombre que esta, y fue una de las más escuchadas en radios y discotecas de todo el mundo. Ese mismo año, entró en el DJ mag y consiguió la posición número 68.
En 2014 el DJ suizo hizo una gira a la que tituló " We Are The Party" por distintos lugares de Europa, siendo residente en discotecas conocidísimas como "Riu Palace" en Mallorca (El Arenal).
El éxito del 2014 fue "Light It Up" en el que rescató un clásico y como suele ser habitual en este DJ lo remezcló hasta hacerlo uno de los más bailados y escuchados por la gente.
En 2014 trabajó como colaborador en un concurso de televisión alemán a la vez que testaba trabajando para su nuevo disco.
Fue un buen año para el DJ suizo ya que ha realizado su tour habitual por muchas de las mejores discotecas de España (ubicadas en Barcelona y Mallorca) y también en Italia. Siempre como artista principal.

## Carrera musical

### Comienzos musicales
Antoine Konrad comenzó temprano a orientarse hacia la música de DJ. A los 19 años, comenzó una carrera como DJ. Al principio comenzó en los géneros Hip-Hop y Garage House. El interés por el hip-hop y la música de garaje surgió particularmente a través de los ídolos de su infancia como Dr. Dre, Run-DMC o Public Enemy. La inspiración para la música Disco y House llegó más tarde, especialmente a través de la canción "Show Me Love" de Robin S.

### 1995: primeros éxitos
Ganó fama en 1995 a través de su club "House Café" en Basilea. Al mismo tiempo, comenzó su propio trabajo de producción y creó su propia distribuidora de discos. En diciembre de 1997, lanzó su primer sencillo, "Sound of My Life", con algunos de sus sonidos en David Guetta, Chris Brown y la canción de Lil Wayne I Can Only Imagine. Sus primeros álbumes "The Pumpin 'House Mix" y "Partysan on the Boat @ Street Parade' 98" se escucharon en el verano de 1998. DJ Antoine fundó el Sello Houseworks en 1999 y desde entonces es el director gerente. Más de diez DJs y otros artistas de la casa están bajo contrato allí.
Hasta la fecha, DJ Antoine ha lanzado más de 50 álbumes. Su primera colocación fue con el sencillo "Discosensation", que grabó junto con su compañero de estudio Mad Mark. Desde entonces, han mezclado todas sus canciones y, a menudo, las publican con sus nombres. También re-mezclan pistas de artistas conocidos como Timati, P. Diddy, The Wanted, Timbaland, Pitbull, Sean Paul and Afrojack.

### 2005-2010: éxitos adicionales
Su quinto sencillo, "All We Need", cuya voz es el cantante suizo Maury, estuvo en las listas de éxitos alemanas durante tres semanas en 2005. A través de la canción "This Time", fue firmado en 2009 por la hija de English Universal "All Around the World Records" bajo contrato.
En noviembre de 2009, Antoine lanzó la canción "Every Breath" como sencillo. Fue una versión de la canción "Every Breath You Take". Con este track celebró su primer éxito entre los diez primeros. En 2010, DJ Antoine produjo para Snoop Dogg, DJ Smash y Bob Sinclar, entre otros.
En 2008, DJ Antoine causó sensación con el álbum socialmente crítico "Stop!", En el que habló abiertamente contra la violencia juvenil y por más coraje civil. En la primavera de 2009 fue galardonado por este álbum en el Swiss Music Award por el "Mejor álbum de baile nacional", cuyo título pudo defender en 2010 con el álbum "2009". También en 2010 fue galardonado con el suizo Prix Walo.
En enero de 2010, DJ Antoine y MC Roby Rob se separaron después de once años.

### 2011-2012: álbum de estudio:Welcome to St. Tropez
Su remix de la canción "Welcome To St. Tropez" del rapero ruso Timati se convirtió en el top 5 en todo el mundo de habla alemana en el verano de 2011 e hizo que DJ Antoine subiera en otros países (especialmente Europa).En Suiza fue el sencillo más exitoso comercialmente antes del éxito de "Ma Chérie".
Después de "Welcome To St. Tropez", lanzó el sencillo "Ma Chérie", que se convirtió en la canción más exitosa comercialmente de DJ Antoine y la canción más exitosa suiza de todos los tiempos. En Alemania alcanzó el sexto puesto, en Austria y Suiza en el segundo lugar, en Italia el cuarto lugar. DJ Antoine recibió doble platino por este sencillo en Alemania y cuádruple platino en Suiza.
DJ Antoine lanzó en Suiza la canción "Sunlight", que grabó con el cantante Belga Tom Dice, como un segundo lanzamiento. En Suiza,Alemania,Austria y Bélgica se ubicó en las listas de éxito. Especialmente en Suiza y en Bélgica, los países de origen de los músicos.
En 2012, participó en un remix en el sencillo "Infinity 2012" de Guru Josh. Su versión de la canción alcanzó el top 20 en muchas listas de descargas. Se utilizó para promocionar Magnum en el cine y ganó notoriedad.
El cuarto y último sencillo del álbum de estudio "Welcome To DJ Antoine" se lanzó el 14 de septiembre de 2012 con la canción "Broadway" en una versión de 2K12 como sencillo.Esta canción solo llegó a las listas alemanas.
Con más de ocho millones de discos vendidos, quince Platinum y numerosos premios de oro y el sello discográfico "Houseworks", DJ Antoine es el DJ más exitoso internacionalmente en Suiza. Por tercer año consecutivo DJ Antoine también ganó el Swiss Music Award por "Best Album Dance National" y fue nominado en 2012 en uno de los premios de música más importantes de Europa, en la categoría "Best Artist Dance".

### 2013: álbum de estudio:Sky Is The Limit
A finales de 2012 Antoine anunció su nuevo álbum.Se lanzó por primera vez en Europa el 25 de enero de 2013. En los Estados Unidos, se lanzó el 14 de mayo de 2013 y en Asia el 15 de mayo de 2013.
Paralelamente al álbum, la canción "Bella Vita" se lanzó como sencillo. El sencillo se convirtió en el primer hit número uno de Antoine en Suiza y también tuvo éxito en Alemania y Austria.
Dos días después de su lanzamiento, el álbum fue clasificado # 1 en las listas de iTunes en Suiza, Alemania y Austria. Además, varias pistas de álbumes se clasificaron en las 100 mejores canciones de iTunes. Era "Sky Is the Limit", "House Party" y "Perfect Day". Las tres canciones estuvieron una semana en las listas de éxitos oficiales.
El segundo sencillo lanzado fue "Sky Is The Limit" y "All I Live For" al mismo tiempo, el 15 de marzo de 2013. Sin embargo, "Sky Is the Limit" no pudo superar el éxito que ya tenía como pista de álbum. Incluso "All I Live For" no pudo lograr colocaciones de gráficos.
En junio de 2013 fundó el proyecto "AK Babe". Se basaba en una marca de moda homónima llamada "AK Babe", que la patrocinaba. Y con Mad Mark publicaron la canción "AK Babe".El logotipo de la marca de moda se puede encontrar en la portada del sencillo.
El siguiente sencillo "Crazy World" se lanzó en diciembre de 2013 como sencillo.
El 27 de septiembre de 2013, fue el tercer lanzamiento oficial "House Party", que fue grabado en colaboración con U-Jean y B-Case.

### 2014: álbum de estudio:We Are the Party
El primer sencillo fue anunciado a principios de abril de 2014. Fue lanzado el 9 de mayo de 2014 y se titula "Light It Up".La canción es cantada por el cantante estadounidense de pop y country Tebey. La canción es una versión del éxito de Italo en 1985 "Tarzan Boy" por Baltimora. El sello de Hamburgo Kontor Records lanzó el sencillo el 9 de mayo de 2014. Los remixes son de FlameMakers y el dúo de DJ alemán Bodybangers. Poco tiempo después, todas las publicaciones, incluyendo Facebook y Twitter, presentaron hashtag s con el lema "We Are The Party". Con esto se anunció el título del álbum de estudio. El álbum fue pre-ordenado en iTunes y Amazon el 1 de agosto de 2014.
La canción "Go With Your Heart", que fue grabada en colaboración con la cantante Tamara Melek y el rapero Euro, apareció como el primer lanzamiento paralelo al lanzamiento del álbum. Sin embargo, no se grabó ningún vídeo musical oficial en la pista. Solo aparece la letra de la canción. Al mismo tiempo, se subió el vídeo de la letra en "It's Ok" con Mihai, TomE y Lafranchi. Además, se grabaron vídeos musicales oficiales para las canciones "We Are the Party" con X-Stylez & Two M. El estilo fue fuertemente criticado por descuidar su estilo original.
El 30 de septiembre de 2014, se anunció oficialmente que en 2015 formará parte del jurado del concurso de talentos alemán Deutschland sucht den Superstar.

### 2016: álbum de estudio:Provocateur
Su canción del año 2015 fue "Holiday" y cuenta con la colaboración del artista Akon. Esta canción alcanzó el top 10 en muchas listas de distintos países en Europa. Después lanzó "Thank You"cantada por Eric Lumiere que solo se escucho en Austria y Suiza.
El día 18 de marzo de 2016 lanzó el álbum "Provocateur". La posición en Suiza no fue la esperada,en cambio en Alemania y Austria si lo fue.En Alemania ocupó el puesto 26 y en Austria, el número 13. El álbum fue lanzado como una versión estándar con 17 pistas y una versión limitada, que contiene remix con 19 pistas en el 2.º CD.Las colaboraciones fueron entre otras con Jordin Sparks y Conor Maynard. Además, la canción "Best Trick" es una colaboración con el músico británico de fama mundial Mark Knopfler. Paralelamente al álbum de estudio también se lanzó el tercer sencillo. Este se titulaba "Weekend Love" y fue cantado por Jay Sean. En Alemania, la canción regresó a las listas de éxitos individuales y también en Suiza, la canción se ubicó entre los 25 primeros.
El cuarto sencillo fue "Dancing In The Headlights". Este fue en colaboración con Conor Maynard. Sin embargo, la versión del sencillo es distinta. Es una remezcla con el productor Paolo Ortelli. El 27 de mayo de 2016, se lanzó el último lanzamiento del álbum. Se titula "London" y contiene las voces del rapero Timati y la cantante Grigory Leps. La canción se basa en la canción homónima pero rusa de Timati y Leps del año 2012. Para esta nueva versión, la melodía y la estructura se modificaron y se volvieron a grabar.

### 2017: sencillos:La Vie En Rose & I Love Your Smile
El 16 de abril de 2017, anunció el sencillo "La Vie En Rose". El lanzamiento fue el 28 de abril de 2017. Aquí usó por primera vez desde "Ma Chérie" de nuevo un acordeón en un solo lanzamiento. Los compositores incluidos Jenson Vaughan, Matt James y Craig Smart. Vaughan también contribuyó a su canto, como lo hizo con sus éxitos "Bella Vita" y "Sky Is The Limit". El sencillo regresó al top 50 de las listas oficiales de sencillos suizas y alcanzó las listas de iTunes en Alemania.
Con "I Love Your Smile", el DJ suizo lanzó su segundo sencillo en 2017. La colaboración tuvo lugar con el productor belga Dizkodude, quien tiene un contrato con el sello discográfico [Houseworks] dirigido por el mismo DJ Antoine, así como con el cantante. Sibbyl. La canción resultó ser una versión de portada del mismo golpe de los 90 por Shanice, pero fue elogiada por su mezcla de elementos de pop y baile.En el vídeo, DJ Antoine interpreta el papel principal junto con su novia Laura Zurbriggen.El sencillo volvió a llegar al oficial Swiss charts, pero se quedó allí solo una semana. Además, estuvo en las listas de iTunes de Alemania (rango 77) y Suiza (rango 38).

### 2018: álbum de estudio:The Time Is Now
El 26 de enero de 2018, el primer lanzamiento individual del productor suizo tuvo lugar en 2018. Se titula "El Paradiso" y lo canta el cantante italo-canadiense Armando Scarlato Jr. y el rapero canadiense Jimmi The Dealer. Además, Jenson Vaughan nuevamente apareció como compositor. El día del lanzamiento, un vídeo musical oficial de  El Paradiso  también fue subido a Kontor.TV.El lugar que aparece es Drehort un salón del mismo nombre en St.Moritz ubicado en los Alpes suizos. La colaboración con Scarlato se produjo a través de su participación en la gira de verano de Antoine, en la que cantó la canción. Un extenso paquete de remixes para El Paradiso incluye un remix del DJ y productor canadiense conocido internacionalmente Dzeko.
El 4 de mayo de 2018, el sencillo "Olé Olé" fue lanzado como la canción oficial de Copa del Mundo de Selección nacional de fútbol de Suiza. Además, apareció una versión única de "Hopp Schwiiz" en el sencillo, que se utiliza en el vídeo musical oficial y también se presentó oficialmente como parte del último partido de preparación de Suiza contra Japón en Lugano. "Olé Olé" fue creado en colaboración con el cantante canadiense Karl Wolf y el rapero panameño Fito Blanko. Armando trabajó de nuevo en la creación de la canción, aquí como compositor. La colaboración subió al puesto 60 en las listas de éxitos oficiales suizas.
El 1 de junio de 2018, el primer lanzamiento en alemán de Antoine titulado "Yallah Habibi" fue lanzado en colaboración con Sido y el vocalista Moe Phoenix. La cooperación, que fue bastante inusual para los respectivos artistas, hizo la primera entrada en las [listas alemanas] oficiales para DJ Antoine desde 2016 y permaneció allí durante siete semanas con la posición más alta de 67. En Swiss Hit Parade "Yallah Habibi" subió a la posición 36.
El último sencillo del nuevo álbum se llama "Symphony" y se lanzó el 28 de septiembre de 2018. Mientras que la versión original fue producida en el estilo de Deep House, Antoine usó un remix Progressive House del DJ canadiense y productor Kidmyn para el vídeo musical. Armando y Jimmi The Dealer, que se asociaron con DJ Antoine a principios de este año para su sencillo "El Paradiso", contribuyeron con la voz a "Symphony". El sello discográfico holandés Armada Music se dio cuenta de la canción y la lanzó unas semanas después de su lanzamiento original a través de Kontor Records bajo su nombre.

## Discografía

### Álbumes
En estudio
- 2008: Stop
- 2008: 2008
- 2008: A Weekend at Hotel Campari
- 2009: 2009
- 2009: Superhero?
- 2009: 17900
- 2010: 2010
- 2010: WOW
- 2011: 2011
- 2011: Welcome to DJ Antoine
- 2013: Sky Is the Limit
- 2014:  We Are the Party
- 2016: Provocateur
- 2018: The Time Is Now

En vivo
- 1998: Party Live On The Boat
- 2005: Live In Dubai [2 CDs]
- 2006: Live In St. Tropez [2 CDs]
- 2006: Live In Moscow
- 2008: Live In Bangkok

Compilaciones
- 2007: Vive La Révolution?
- 2012: Platinum Collection

Álbumes de remixes
- 2012: Houseworks - Sunlight Beach Party Vol. 2 [2 CDs]
- 2011: Welcome To DJ Antoine Remixed [2 CDs]
- 2011: 2011 Remixed
- 2011: Houseworks - Sunlight Beach Party
- 2010: Ultra Houseworks - Ultramix by Mad Mark & Pat Farrell
- 2010 Houseworks Megahits 4 [2 CDs]
- 2010: 2010 Remixed
- 2009:  Villa Houseworks [2 CDs]
- 2009 Club Sounds Vol. 50 (Mixed by Global Brothers)
- 2009: Superhero?
- 2009: Houseworks Megahits 3 [2 CDs]
- 2008: A Weekend At Hotel Campari [2 CDs]
- 2008: Houseworks Megahits 2 [2 CDs]
- 2008: Houseworks Megahits 1 [2 CDs]
- 2007:  Mainstation 2007
- 2007:  Jealousy
- 2006: Mainstation 2006
- 2006: Houseworks 6 (Makes Me Cum)
- 2005: Mainstation 2005
- 2005: The Black Album
- 2004: Houseworks 5 (Screw U I'm A V.I.P.)
- 2004:  Mainstation 2004
- 2004: 100%
- 2003: Houseworks 4 (Winter Anthems)
- 2003: DJ Antoine @ CSD
- 2003: Mainstation 03
- 2003: Summer Anthems
- 2002: Ultraviolet
- 2002: DJ Antoine @ Mainstation 2002
- 2002: DJ Antoine @ Lake Parade 2002
- 2002: DJ Antoine
- 2001: Mainstation 02
- 2001: Lake Parade 2001
- 2001: Houseworks 2
- 2000 DJ Antoine @ Rave Park
- 2000: Mainstation 1
- 2000: Houseworks 1
- 1999: Partysan 4
- 1997: The Pumpin' House Mix

### Sencillos
- 2018: Symphony (con Mad Mark, Armando & Jimmi The Dealer)
- 2018: Win It All (con Mad Mark, Craig Smart & Boe Brady)
- 2018: Yalla Habibi (con Mad Mark, Sido & Moe Phoenix)
- 2018: Olé Olé (con Mad Mark, Karl Wolf & Fito Blanko)
- 2018: El Paradiso (con Mad Mark, Armando & Jimmi The Dealer)
- 2017: I Love Your Smile (con Sibbyl)
- 2017: La Vie En Rose (con Mad Mark)
- 2016: #wokeuplikethis (con Storm)
- 2016: Dancing In The Headlights (con Conor Maynard)
- 2016: London (con Timati & Grigory Leps)
- 2016: Thank You
- 2015: Holiday (con Akon)
- 2015: Vampires (con Mad Mark)
- 2015: Go With Your Heart (con Mad Mark, Temara Melek & Euro)
- 2014: Light Up (con Mad Mark)
- 2014: Crazy World (con Mad Mark)
- 2013: Sky Is The Limit (con Mad Mark)
- 2013: House Party (con Mad Mark, B-Case & U-Jean)
- 2013: Bella Vita (con Mad Mark)
- 2012: Broadway (con Mad Mark)
- 2012: Shake 3x (vs. Rene Rodrigezz con MC Yankoo)
- 2011: Ma Chérie 2k12 (con Mad Mark & The Beat Shakers)
- 2011: I'm On You (con Mad Mark, Timati,P.Diddy & Dirty Money)
- 2011: Sunlight (con Mad Mark & Tom Dice)
- 2011: This Time 2k12 (con Mad Mark)
- 2011: Blackberry (Oh Oh Oh) (con Mad Mark & Juiceppe)
- 2011: Welcome to St. Tropez (con Mad Mark, Timati & Kalenna)
- 2010: When The Rain Has Gone (con Mad Mark)
- 2010: Move On Baby
- 2010: To The Top (con Mr.Mike)
- 2010: La La (con Mad Mark)
- 2010: Ma Chérie (con Mad Mark & The Beat Shakers)
- 2010: Starting Tonight
- 2010: Every Breath
- 2009: S'Beschte (con MC Roby Rob)
- 2009: Monday Tuesday Wednesday
- 2009: Fantasy (Como Global Brothers)
- 2009: Irish Adventure (con Mad Mark)
- 2009: Turn Me On (con Mad Mark)
- 2009: The Fly (con Mad Mark)
- 2009: One Day,One Night (con Mish)
- 2009: I Promised Myself
- 2009: In My Dreams
- 2008: Houseworks Makes Me Cum (como Global Brothers)
- 2008: Countdown (con Mad Mark)
- 2008: Pump Up The Volume (con Mad Mark)
- 2008: Who The F**k (con Mad Mark)
- 2008: December
- 2008: Underneath
- 2008: Apologize
- 2008: Stop!
- 2008: C'est La Révolution (con MC Roby Rob)
- 2008: Funky Kitchen Club (I'll Remain)
- 2007: The Roof (Is On Fire) (con MC Roby Rob)
- 2007: I Do Believe (con Mad Mark & Morris)
- 2007: This Time
- 2006: Tell Me Why (como Global Brothers)
- 2006: Arabian Adventure
- 2006: Eskalation (con Mad Mark)
- 2005: Take Me Away (con Mad Mark)
- 2005: All We Need
- 2004: Disco Inferno (con Mad Mark & Cyndi Lauper)
- 2004: Dancin' On The Beach
- 2004: Back & Forth (con Mad Mark & Terri B)
- 2003: You Make Me Feel
- 2002: Beautiful Night
- 2002: Take It Or Leave It (con Eve Gallagher)
- 2001: Phunky Baguette (como Global Brothers)
- 2001: (You're my) Disco Sensation (con Mad Mark)
- 2000: La Chitara (como Pizza Boys)
- 1999: Do It (con Juiceppe)

### Remixes
- 2012: Jenny McKay - Unbreakable
- 2012: Die Atzen - Feiern? Okay!
- 2012: Timati & La La Land feat. Groya & Timbaland - Not All About the Money
- 2012: Timati & J-Son - Match Me
- 2012: Kamaliya - Butterflies
- 2012: Guru Josh - Infinity (DJ Antoine vs. Mad Mark Remix)
- 2011: Remady feat. Manu-L - The Way We Are
- 2010: Wally López - Seven Days and One Week
- 2010: Tom Piper & Ryan Riback - The Police (The Fuzz)
- 2010: Patrick Hagenaar - We Feel The Same
- 2010: Remady feat. Craig David - Do It On My Own
- 2010: Timati feat. Snoop Dogg - Groove On
- 2010: Wawa & Houseshaker - On My Mind
- 2010: Remady - Give Me A Sign
- 2009: Mad Mark & Ron Carroll - Fly With Me
- 2009: Marchi's Flow vs Love feat. Miss Tia - Feel The Love
- 2009: Sarah Mattea - Heart On Fire
- 2009: Club 31 feat. Jeremy Carr - Your Touch
- 2009: Syke n' Sugarstarr feat. Bonny Ferrer - Toda A Minha Vida
- 2009: Niels Van Gogh vs 3,0 Eniac - Pulverturm
- 2008: Alexey Romeo & Jet Júri - Tango
- 2008: Disco Dados - A Carta
- 2008: Eddie Thoneick - Watcha Want
- 2008: Mr. P! Nk feat. Scream Dorian - Angel
- 2008: Exit Osaka - Hold On
- 2008: Mike De Ville - If You Believe Me
- 2007: Player & Remady feat. MC Roby Rob - This Picture
- 2007: Player & Remady feat. MC Roby Rob - Work
- 2007: Hardsoul feat. Lewis Berget - Deep Inside
- 2007: Roger Sanchez - Not Enough
- 2007: Ben Delay pres. Sugarland - I Wanna Know
- 2007: Mixmaster feat Marc Vane pres. Bear Who - Boom Boom Room
- 2006: Funky Junction vs Splashfunk feat. Ross Giusy - Push It
- 2006: Mischa Daniels - Take Me Higher
- 2006: Chocolate Puma - Always & Forever
- 2006: Funky Junction vs Splashfunk - HouseMuzik
- 2005: Air Knee - Night Of The Nights
- 2005: Philippe B - Can You Feel It
- 2002: CR2 - I Believe
- 2000: Master Freakz - Let Yourself Go
- 2000: Dos Sombreros - Vacaciones